# Baccio Baccetti
Baccio Baccetti (Firenze, 7 maggio 1931 – Siena, 18 dicembre 2010) è stato uno zoologo italiano.

## Biografia
Nasce a Firenze e qui svolge tutti i propri studi. Sin da ragazzo è accolto come allievo interno alla Stazione di Entomologia Agraria presso il fiorentino Museo della Specola.
Consegue una laurea in Scienze Agrarie e Forestali nel 1953 con una tesi sugli Ortotteri della Toscana. Apprezzato dal direttore Antonio Melis, entra in servizio alla Stazione di Entomologia e vi rimane fino all'improvvisa morte di Melis, occupandosi anche di temi biologici più generali grazie alla vicinanza di Emanuele Padoa. Sulla sistematica degli Ortotteri viene istruito da Felice Capra, entomologo del Museo Civico di Storia Naturale G. Doria di Genova.
Nel 1964 vince la cattedra di Zoologia all'università di Padova, ma la scambia con quella all'università di Siena, nella neo-istituita facoltà di Scienze. A Siena allestisce e dirige l'Istituto di Zoologia con criteri moderni, grazie ad intense collaborazioni internazionali ed a rapporti col CNR. Presso questa università rimane fino al termine della propria carriera, quando viene nominato Professore Emerito, senza mai abbandonare la materia entomologica ma operando soprattutto nel settore della spermatologia comparata (la morfologia degli spermatozoi come chiave esplicativa dei percorsi evolutivi dei vari gruppi di specie animali).
Il 13 aprile 1983 divenne socio dell'Accademia delle scienze di Torino e nello stesso anno dell'Accademia Nazionale dei Lincei.
Col passaggio alla facoltà di Medicina, nel 1988, sposta la sua attività soprattutto in direzione degli aspetti sanitari della spermatologia umana e delle patologie spermatiche che sono causa di infertilità. Abbondante la sua produzione scientifica in questo settore, con lavori che hanno avuto particolare risonanza, come quello pubblicato su Journal of Cell Biology sulla presenza del virus HIV-I negli spermi di soggetti affetti da AIDS, o quello sui difetti spermatici dei consanguinei.
Resta comunque ancora per molti anni segretario della "Società Italiana di Biogeografia" e redattore dei volumi dei suoi Lavori (divenuti la rivista Biogeographia, negli ultimi anni), a tutt'oggi fonte inesauribile di dati sulla biodiversità in Italia. In tema di biodiversità, ha esteso il noto concetto rimarcando l'importanza della biodiversità culturale, chiamata libertà, puramente fenotipica, disperatamente difesa dall'uomo.
Redattore o membro dell'editorial board anche di altre riviste scientifiche quali Journal of Submicroscopic Cytology and Pathology, Journal of Ultrastructural Molecular Research, International Journal of Insect Morphology and Embryology, Molecular Reproduction and Development, Tropical Zoology.
Giornalista pubblicista, per anni è stato corrispondente per la pagina scientifica di La Stampa di Torino e de Il Giornale di Milano.

## Opere
È stato autore di oltre 600 pubblicazioni scientifiche, nei settori sopra descritti ma anche in materia di storia della scienza, biogeografia, conservazione della natura.

### Libri su argomenti diversi
- B Baccetti (Ed.), Comparative Spermatology, Academic Press, 573 pp, 1970, ISBN 0-12-069950-8.
- B Baccetti e BA Afzelius, The biology of the sperm cell, Monographs in developmental biology, 254 pp, 1976, ISBN 3-8055-2204-5.
- B Baccetti (Ed.), Evolutionary biology of orthopteroid insects (PDF), Ellis Horwood Limited, 612 pp, 1987, ISBN 0-7458-0208-7.
- B Baccetti (Ed.), Comparative spermatology 20 years after, Raven Press, 1112 pp, 1991, ISBN 0-88167-654-3.
- B Baccetti (Ed.), Cultura e Università a Siena. Epoche, argomenti, protagonisti, La Nuova Immagine, 288 pp, 1993, ISBN 88-7145-065-5.
- B. Nicoletti, G. Chieffi, B. Baccetti (Eds), Biologia, Editoriale Grasso, Bologna, 1984.
- B Baccetti, C Bedini, E Capanna e et alii, Lineamenti di zoologia sistematica, Zanichelli, 1994.
- B. Baccetti et al., 2000 - Manuale di Zoologia Agraria. Antonio Delfino Editore, Roma.

### Articoli scelti di Entomologia agraria
- B. Baccetti, 1960 – Le cocciniglie italiane delle Cupressacee. Redia, XLV: 23-111.
- A. Melis, B. Baccetti, 1960 - Metodi di lotta vecchi e nuovi sperimentati contro i principali fitofagi dell'olivo in Toscana nel 1960. Redia, XLV: 193-218.
- B. Baccetti, F. Pegazzano, 1961 – Prove di lotta condotte in Toscana contro il Ragno giallo della vite (Eotetranychus carpini vitis Dosse). - Redia, XLVI: 177-181.
- B. Baccetti, R. Zocchi, 1962 – Prove di lotta contro la Processionaria del Pino mediante radiazioni jonizzanti. Redia, XLVII: 161-168.
- B. Baccetti, 1963 - L'energia atomica nella lotta contro gli Insetti. Atti Acc. Econ. Agr. Georgofili, IX, ser. VII, pp. 1–18.
- B. Baccetti, M.M. Abukar, 1987 - Notulae orthopterologicae. XLIV. The orthopterans present on Sorghum, Maize and Rice in the area of lower Uebi Scebelle and upper Jubba. Mon. Zool. Ital. suppl XXII, 11:129-176.

### Articoli scelti di Sistematica entomologica
- B. Baccetti, 1958 - Indagini sugli Ortotteri del Gran Sasso d'Italia. Redia 43(10): 351-450. (Con descrizione di una nuova specie: Podisma goidanichi).
- B. Baccetti, F. Capra, 1959 - Revisione delle specie italiane del genere Dolichopoda Bol. (Orthopt. Rhaphidophoridae). Bollettino della Società entomologica italiana 44: 165-217.
- B. Baccetti, 1959 - Descrizione di un nuovo genere cavernicolo di Ortotteri scoperto in Sardegna. Annali della Facoltà di Agraria dell'Università di Sassari, 7: 3-13. (Descrizione di Acroneuroptila sardoa).
- B. Baccetti, 1966 - Le Dolichopoda della Francia e della Spagna. International Journal of Speleology, 2: 17-28.
- L. Chopard, B. Baccetti - 1968 - Ensifères et tridactiloïdes de Somalie et d'Ethiopie. Monit. Zool. Ital., 2 (supp.): 57-66.
- B. Baccetti, 1975 - On a new Australian Myrmecophilus (Grylloidea: Myrmecophilidae) described with the aid of the scanning electron microscope. Australian Journal of Entomology 14: 31-42.
- B. Baccetti, 1975 - Una nuova specie di Dolichopoda raccolta all'isola del Giglio. Boll. Ist. Ent. Univ. Bologna, 31(1972/75): 205-214.
- B. Baccetti, F. Capra, 1978 - Notulae orthopterologicae. XXXIV. Le specie italiane del genere Grillotalpa L. Redia, 61: 401-464.
- B. Baccetti, 1991 - Specie nuove o poco note appartenenti ai generi endemici dell'Africa orientale: Robecchia, Surudia e Sauracris. Annali del Museo Civico di Storia Naturale "Giacomo Doria", 88: 365–378.
- B. Baccetti, 2004. Notulae Orthopterologicae. 53. Interesting reports from the Ivory Coast. Redia 86: 23-33 (descrizione di Pelusca bandama e altre due nuove specie di Ortotteri).

### Articoli scelti di Biologia della riproduzione
- B. Baccetti, R. Dallai, F. Rosati, 1969 - The spermatozoon of Arthropoda. III. The lowest Holometabolic insects. J. Microscopie, 8:233-248.
- B. Baccetti, E. Bigliardi, F. Rosati, 1971 - The spermatozoon of Arthropoda. XIII. The Cell Surface. J. Ultrastr. Res., 35: 582-605.
- B. Baccetti, A.G. Burrini, R. Dallai, V. Pallini, P. Periti, F. Piantelli, F. Rosati, G. Selmi, 1973 - The spermatozoon of Arthropoda. XIX. Structure and function in the spermatozoon of Bacillus rossius. J. Ultrastr. Res., 44 (1/2): 1-73.
- B. Baccetti, A.G. Burrini, R. Dallai, F. Giusti, M. Mazzini, T. Renieri, F. Rosati, G. Selmi, 1973 - The spermatozoon of Arthropoda. XX. Structure and function in the spermatozoon of Tenebrio molitor. J. Mechanochem. Cell. Motil., 2: 149-161.
- B. Baccetti, A.G. Burrini, V. Pallini, T. Renieri, F. Rosati, G.F. Menchini Fabris, 1975 - The short-tailed human spermatozoa. Ultrastructural alterations and dynein absence. J. Submicr. Cytol., 7: 349-359.
- B. Baccetti, E. Bigliardi, A.G. Burrini, V. Pallini, 1980 - Actin filaments and mitochondrial movement in vertebrate spermatogenesis. Gamete Res., 3: 203-209.
- B. Baccetti, E. Bigliardi, A.G. Burrini, T. Renieri, G. Selmi, 1986 - The action of Gossypol on rat germinal cells. Gamete Res., 13: 1-17.
- B. Baccetti, A. Benedetto, A.G. Burrini, G. Collodel, C. Elia, P. Piomboni, T. Renieri, C. Sensini, M. Zaccarelli, 1991 - HIV particles detected in spermatozoa of patients with AIDS. J. Submicr. Cytol. Pathol. 23: 339-345.
- P. Piomboni, B. Baccetti, 2000 - Spermatozoon as a vehicle for HIV-1 and other viruses: a review. Molecular Reprod. and Develop. 56, 238-242.
- B. Baccetti, S. Capitani, G. Collodel, G. Di Cairano, L. Gambera, E. Moretti and P. Piomboni, 2001 - Genetic sperm defects and consanguinity. Hum. Reprod, 16 (7), 1365-1371.

### Articoli scelti di Storia della Scienza
- B. Baccetti, 1957 – Su un'opera di Pietro Rossi dimenticata dai sistematici e sulla data di descrizione del Bacillus rossius Rossi. Mem. Soc. Ent. Ital., XXXVI: 61-64.
- B. Baccetti, 1965 – “Trattatello di apicoltura, del porre i mori e del porre i bigatti” manoscritto inedito quattrocentesco. Atti Acc. Naz. Ital. Entom., Mem., s. I, n.1, 34 pp.
- B. Baccetti, 1979 - Ritratto di un naturalista senese dell'Ottocento: Apelle Dei. Atti Acc. Fisiocr. Siena, 11:471-492.
- B. Baccetti, 1986 - Il posto di Federico Cesi nella storia della zoologia. Atti Conv. Lincei. 78: 225-229.
- B. Baccetti, 1986 - La zoologia. In: Storia dell'Ateneo Fiorentino. II. Parretti Grafiche, Firenze pp. 853–892.
- B. Baccetti, 1992 – Francesco Stelluti (1577-1653) e la nascita della morfologia zoologica. Mem. Soc. ent. Ital., 71(II): 391-408.
- B. Baccetti, R. Poggi, 2001 – Pietro Rossi, naturalista toscano del '700. pp. 7–38. In: Accademici e qualche precursore - uno sguardo retrospettivo sull'entomologia italiana. Accademia Nazionale Italiana di Entomologia, Firenze, 554 pp.
- B. Baccetti, R. Nannelli, E. Schettini-Piazza (a cura di), 2005 – La Lotta alle Cavallette iniziò ai tempi dei Medici. Tavole Rotonde sui maggiori problemi riguardanti l'Entomologia Agraria in Italia. Editore Accademia Nazionale Italiana di Entomologia, Tip. Coppini, Firenze, Dicembre 2005, X fascicolo, 175 pp.
- B. Baccetti, R. Nannelli, 2007 – Pietro Paolo Da Sangallo e gli epigoni del Cimento. In: Prime esperienze sulla generazione delle zanzare. Accademia Nazionale italiana di Entomologia (ISBN 13:978-88-901589-7-1) pp. 9–15.
- B. Baccetti, 2003 - Redia, un secolo di vita. Redia 86: XXI-XXI.

### Articoli scelti di Biogeografia, faunistica ed esplorazioni insulari
- B. Baccetti, 1952 - Contributo alla conoscenza della ortotterofauna della Toscana. Ortotteri dell'isola d'Elba. Redia, 37: 333-343 (è in assoluto il primo articolo scritto dall'autore).
- B. Baccetti, 1976 - Notulae orthopterologicae. XXXIII. Il popolamento dell'Arcipelago toscano. Lavori della Società Italiana di Biogeografia (N.S.), 5: 523-540.
- B. Baccetti, 1977 - Montecristo: una riserva naturale scientifica. Quaderni de “La Ricerca Scientifica” 98. Parchi e Riserve. pp. 144–156.
- B. Baccetti, F. Garbari, F. Pedrotti, S. Ruffo, V. Sbordoni, 1980 - La Biogeografia. La ricerca geografica in Italia 1960-1980. Conv. Ask Edizioni, Varese, 575-598.
- B. Baccetti, M. Cobolli Sbordoni, R. Poggi, 1989 - Ricerche zoologiche della nave oceanografica “Minerva” (CNR) sulle isole circumsarde. I. Introduzione. Ann. Museo Civ. St. Nat. Genova, vol. LXXXVII, 127-137.
- B. Baccetti, 1991 - Ricerche zoologiche della nave oceanografica “Minerva” (C.N.R.) sulle isole circumsarde. X. Insetti Ortotteroidei (Notulae Orthopterologicae. 49). Ann. Mus. civ. Stor. nat. “Giacomo Doria”, Genova, 88: 403-479.
- B. Baccetti, B. Massa, P. Canestrelli, 1995 - Dermaptera, Isoptera, Blattodea, Mantodea, Phasmatodea, Orthoptera. pp. 163–194 in: Massa B. (ed.), Arthropoda di Lampedusa, Linosa e Pantelleria (Canale di Sicilia, Mar Mediterraneo). Naturalista sicil., 19 (suppl.).

### Scritti di cultura varia
- B. Baccetti, S. Ruffo, 1967 - Il ruolo dei musei nella conservazione della natura. Soc. Ital. Progr. Scienze, Atti 49 Riunione S.I.P.S. pp. 719–722.
- B. Baccetti, 1979 - Lo studio della forma come processo di sintesi. Prolusione tenuta il 9.12.79 in occasione dell'inaugurazione del 739o AA dell'Univ. Siena. Estratto Annuario Acc. 1979-1980, 21 pp.
- B. Baccetti, M. Maccari, 1979 - Storia naturale dello spermatozoo. L'Indiscreto, IX, Pananti , 32 pp. non numerate.
- B. Baccetti, M. Maccari, 1984 - L'indiscreto svela l'uovo e il suo segreto. L'indiscreto, Edizioni Pananti, pp. 1–22.

## Riconoscimenti
Accademico dei Lincei, è stato nominato membro anche dell'Accademia dei Georgofili, dell'Accademia Italiana di Scienze Forestali, dell'Accademia dei Fisiocritici (in quest'ultima, sovrintendente del museo zoologico), della New York Academy of Sciences.
Dal 1994 al 2010 è stato presidente dell'Accademia Nazionale di Entomologia.
Medaglia d'oro per i Benemeriti della Scuola, della Cultura e dell'Arte nel 1974; Premio del Ministro per i Beni Culturali e Ambientali per la Botanica e la Zoologia conferito dall'Accademia Nazionale dei Lincei nel 1980.

## Zoonimi
Le seguenti specie animali sono state dedicate al suo nome:

- Arrhopalites baccettii Dallai, 1969[10]
- Dolichopoda baccettii Capra, 1957[11]
- Ectobius baccettii Failla & Messina, 1979[12]
- Italopodisma baccettii (La Greca, 1969)[13]
- Licnodamaeus baccettii Bernini, 1972
- Metrioptera caprai baccettii Galvagni, 1958[14]
- Minervella baccettii Cottarelli & Venanzetti, 1989[15]
- Protoleptoneta baccettii (Brignoli, 1979)[16]
- Rhacocleis baccettii Galvagni, 1976[17]
- Roncus baccettii Lazzeroni, 1969[18]
- Scotoniscus baccettii Manicastri & Argano, 1989[19]
- Sphodromantis baccettii La Greca & Lombardo, 1987[20]
- Typhlodromus baccettii Lombardini, 1960.
- Vitrinobrachium baccettii Giusti & Mazzini, 1971[21].